# Pteragogus cryptus
Pteragogus cryptus là một loài cá biển thuộc chi Pteragogus trong họ Cá bàng chài. Loài này được mô tả lần đầu tiên vào năm 1981.

## Từ nguyên
Từ định danh cryptus trong tiếng Latinh có nghĩa là "bí mật, kín đáo", hàm ý đề cập đến việc loài này chỉ xuất hiện trong thời gian ngắn khi di chuyển giữa các khu vực. Đây cũng là hành vi thường thấy ở nhiều loài Pteragogus khác.

## Phạm vi phân bố và môi trường sống
P. cryptus có phạm vi phân bố thưa thớt ở Ấn Độ Dương và rộng rãi ở Thái Bình Dương. Loài này được ghi nhận tại Biển Đỏ, quần đảo Socotra, Bắc Madagascar, quần đảo Mergui, bãi cạn Rowley (Úc); các quốc gia thuộc Đông Nam Á hải đảo; phía bắc đến Nam Nhật Bản và đảo Đài Loan; phía nam đến rạn san hô Great Barrier, đảo Lord Howe, các rạn san hô vòng trên biển San Hô và New Caledonia; phía đông trải dài đến nhiều đảo quốc, quần đảo thuộc châu Đại Dương (xa nhất là đến Tonga). Quần thể giữa hai đại dương có thể là hai loài riêng biệt.
Loài này sống gần các rạn san hô và thảm tảo biển ở các đầm phá và vùng biển ngoài khơi, độ sâu đến 67 m.

## Mô tả
P. cryptus có chiều dài cơ thể tối đa được ghi nhận là 9,5 cm. Cá trưởng thành có màu đỏ nâu hoặc đỏ sẫm lốm đốm các vệt trắng. Có một hàng các đốm nâu và trắng dọc theo đường bên. Đốm sẫm màu lớn nổi bật được viền màu vàng trên nắp mang, và một đốm đen nhỏ hơn ở sau mắt. Một đường sọc trắng ở sau mắt băng lên trên vây ngực. Vây đuôi bo tròn. Vây bụng ngắn, không chạm tới gốc vây hậu môn.
Số gai ở vây lưng: 10 (3 gai đầu tiên vươn dài ở cá đực); Số tia vây ở vây lưng: 10; Số gai ở vây hậu môn: 3; Số tia vây ở vây hậu môn: 9; Số tia vây ở vây ngực: 13; Số gai ở vây bụng: 1; Số tia vây ở vây bụng: 5; Số vảy đường bên: 24.

## Hành vi và tập tính
Thức ăn của P. cryptus là các loài thủy sinh không xương sống. Loài này sinh sản theo cặp. Vào thời điểm sinh sản, cả con đực và con cái đều có màu nâu sẫm mà không xuất hiện các vệt trắng như bình thường.
P. cryptus thường hay ẩn mình giữa các rạn san hô và trong các bụi tảo.